# Bernard Golding
Bernard Thomas Golding (* 1941)  ist ein britischer Chemiker.
Golding studierte und promovierte an der University of Manchester. Er ist Professor an der Newcastle University.
Golding war Mitarbeiter von Albert Eschenmoser bei der Synthese von Vitamin B12.
Er befasst sich mit organischer Synthese vor allem in Hinblick auf Anwendungen in der Medizin und Biologie, zum Beispiel mit der Entwicklung von Chemotherapeutika gegen Krebs. Er ist einer der Entwickler von Rupacarib (Handelsname Rubraca), ein Chemotherapeutikum gegen Eierstockkrebs (ein PARP-Inhibitor). Ein weiteres Forschungsgebiet sind Radikal-Enzyme und Mechanismen der Karzinogenese durch toxische chemische Substanzen.
Von ihm stammen über 500 wissenschaftliche Veröffentlichungen und er hat mehr als 100 Doktoranden betreut. Er hält über 60 Patente und ist Mitgründer und wissenschaftlicher Leiter der Firmen NewChem und BiBerChem Research.
2019 erhielt er den Robert Robinson Award. Er war auch 2010 einer der Empfänger des ersten Translational Research Prize von Cancer Research UK
für Arbeiten zu Inhibitoren des Reparaturenzyms der DNA Poly(ADP-ribose)-Polymerase 1 (PARP). 2005 wurde er Ehrendoktor der Universität Stockholm.